# قلعه و برج گرماور
قلعه و برج گرماور مربوط به پیش از اسلام است و در شهرستان سیاهکل، بخش دیلمان، روستای گرماور واقع شده و این اثر در تاریخ ۲۵ اسفند ۱۳۸۰ با شمارهٔ ثبت ۵۷۰۱ به‌عنوان یکی از آثار ملی ایران به ثبت رسیده‌است.
در گذشته قلعهٔ گرماور قلعه‌ای بزرگ و گسترده بوده اما اکنون از آن فقط برج دیدبانی باقی مانده است.
این قلعه از یک سمت به دره منتهی می‌شود که غیرقابل نفوذ است و از سمت دیگر نیز دارای خندقی با ابعاد ۲ در ۱۳ متر است.